# Миколаївка (Севастополь)
Миколаївка (крим. Mykolayivka) або 5-й километр — район міста Севастополя, в Балаклавському районі.
З 7 вересня 2023 року місцевість передана до Бахчисарайського району Автономної Республіки Крим, однак, вона досі не має статусу окремого населеного пункту.

## Опис
Розташована на південній околиці Севастополя, біля перетину Балаклавського та Комишового шосе (5-й кілометр Балаклавського шосе — звідси одна з назв).
5-й кілометр Балаклавського шосе давно відомий комплексом найбільших у місті ринків різного призначення. Стихійна торгівля на севастопольській «Тучі» виникла ще за радянських часів, у 1990-х на тому ж місці створили речовий ринок. Продовольчий ринок по інший бік перехрестя утворився в ті самі «лихі» роки. Останнім офіційний статус на початок 2000-х отримав так званий «технічний ринок» — йому надали ім'я «Південний».
У районі 5-го кілометра, як скорочено називають це місце севастопольці, розташовані кінцеві зупинки більшості маршрутів громадського транспорту, тому тут людно у будь-який день тижня та в будь-яку погоду.

## Історія
Згідно з «Списком населених місць Таврійської губернії за відомостями 1864 року», Миколаївка — господарська дача, з 7 дворами та 28 жителями при колодязі. На триверстовій карті Шуберта 1865—1876 позначена просто Миколаївка, а на верстовій карті 1889—1890 — хутір Миколаївка.
Після окупації Криму більшовиками, 8 січня 1921 року за постановою Кримревкома була скасована волосна система і селище увійшло до складу Севастопольського повіту. 21 січня 1921 року на території Севастопольського повіту було створено Балаклавський район, до якого включили село. Тоді ж офіційно, з'являється назва селище Нова Земля (або Новоземельські хутори (5-й км. Балаклавського шосе).
11 жовтня 1923 року, згідно з постановою ВЦВК, в адміністративний поділ Кримської АРСР були внесені зміни, результаті яких було ліквідовано Балаклавський і створено Севастопольський район. Згідно зі Списком населених пунктів Кримської АРСР по Всесоюзному перепису 17 грудня 1926, на хуторі «на 5 і 6 версті Балаклавського шосе», у складі Новоземельського Севастопольського району було 20 дворів, населення становило 74 людини (36 чоловіків і 38 жінок.) У національному відношенні враховано: 58 росіян, 2 українці, 7 вірмен, 3 євреї, 4 записані у графі «інші».[джерело?]
30 жовтня 1930 року, постановою Кримської ЦВК, було проведено нове районування та створено Балаклавський татарський національний район, куди включили й селище. Надалі у доступних історичних документах не зустрічається.